# (35104) 1991 RP17
1991 RP17 (asteroide 35104) é um asteroide da cintura principal. Possui uma excentricidade de 0.26765220 e uma inclinação de 12.02766º.
Este asteroide foi descoberto no dia 11 de setembro de 1991 por Henry E. Holt em Palomar.